# Río Guaiguasi (Paquisa)
El río Guaiguasi es un curso natural de agua que nace en la cordillera de los Andes y desemboca finalmente en la ribera derecha del río Paquisa.
No debe ser confundido con el río Guaiguasi (Caritaya), afluente del río Caritaya en la cuenca del río Camarones

## Caudal y régimen
Un estudio de la cuenca del río Lauca estimó su caudal en 115 l/s en 1978.: 77 